# Víctor Salcedo Ríos
Víctor Modesto Salcedo Ríos (Lima, 14 de septiembre de 1954) es un economista docente y político peruano. Fue cuatro veces alcalde del distrito de El Agustino.

## Biografía
Nació el 14 de septiembre de 1954. Es casado con Edelmira Nélida Ugalde Evangelista, mantiene 29 años de matrimonio. Tiene dos hijos, Miguel Ángel Salcedo Ugalde y Víctor Daniel Salcedo Ugalde.

## Estudios

### Universidad Nacional Mayor de San Marcos
- Curso o carrera: Economía
- Lugar: Lima (Perú)
- Inicio: 1 de abril de 1974
- Término: 15 de diciembre de 1988
- Resultado: Título profesional
- Nombre: Economista

## Trayectoria política
Inició su carrera política desde muy joven como dirigente juvenil del A.A.H.H. VII Zona Plana en El Agustino. Continuó sus labores de dirigente cuando ingresó a la Universidad Nacional Mayor de San Marcos, en la que llegó a ser representante del Centro Federado.
Llegó a ser alcalde por primera vez en el año 2002 (gestión 2003-2006) siendo militante del partido Solidaridad Nacional, en la alianza política Unidad Nacional, conformada por Solidaridad Nacional, Partido Popular Cristiano y Cambio Radical. Gracias al impacto social que generó su primera gestión, volvió a ser reelegido en el año 2006 con un respaldo del 52%, frente a un 12% del candidato Liborio Soria. En el año 2010 obtiene nuevamente la confianza de los vecinos, y lo eligen para gobernar por tercera vez el distrito limeño de El Agustino (2011-2014). 
Debido a su trayectoria y desempeño como alcalde, fue elegido Presidente de la Mancomunidad de Lima Este, conformados por los distritos de El Agustino, Ate, San Luis y Santa Anita.
Se desempeñó como Asesor Principal en el Congreso de La República y perteneció al Comité Ejecutivo Nacional del partido Solidaridad Nacional.
En julio de 2017 renunció a Solidaridad Nacional y fundó conjuntamente con vecinos y dirigentes de El Agustino, el Movimiento Independiente Reconstrucción Agustiniana (MIRA). Sin embargo, tras un dictamen del Congreso de la República que eliminaba la participación de movimientos locales, el Mag. Víctor Salcedo fue invitado y convocado por Alianza Para el Progreso para participar en las elecciones del 2018.
En el año del 2018 fue elegido por cuarta vez como alcalde de El Agustino en un contienda en la que derrotó una alianza pactada entre los candidatos Richard Soria y Arón Espinoza. 
En la historia de El Agustino, es el único alcalde que ha gobernado cuatro periodos en elecciones democráticas. A nivel nacional, se encuentra entre los cinco alcaldes que más veces han gobernado y liderado gestiones municipales y más a un en tiempo de pandemia creando la primera planta de oxígeno en su distrito.
Fue elegido alcalde de El Agustino en el 2002 por Unidad Nacional, reelegido en el 2006 y reelegido nuevamente en el 2010.